# Dschalol Ikromij
Dschalol Ikromij (* 7. Septemberjul. / 20. September 1909greg. in Buchara, Emirat Buchara; † 11. April 1993 in Stalinabad, Tadschikische Sozialistische Sowjetrepublik; tadschikisch Ҷалол Икромӣ, persisch جلال اکرامی Dschalāl Ekrāmī, russisch Джалол Икрами Dschalol Ikrami) war ein tadschikischer Schriftsteller und Dramaturg. Im Jahr 1979 wurde er mit dem Titel „Volksschriftsteller der TaSSR“ ausgezeichnet.

## Werke (Auswahl)
- 1927: «Шаб дар Регистан»;
- 1933: Душман;
- 1934: Дили модар;
- 1937: Тухми муҳаббат;
- 1940–1949: «Шодӣ»;
- 1957: Ман гунаҳкорам;
- 1957: Тори анкабуд;
- 1962: Духтари оташ;
- 1961–1974: die historische Trilogie Die Zwölf Tore Bucharas (tadschikisch Дувоздаҳ дарвозаи Бухоро);
- 1970: Дилҳои сӯзон;
- 1975: Гарнизон таслим намешавад;
- 1979: Зоғҳои бадмур;